# Agylla dognini
Agylla dognini là một loài bướm đêm thuộc phân họ Arctiinae, họ Erebidae.